# Merionoeda longicollis
Merionoeda longicollis es una especie de escarabajo longicornio del género Merionoeda, tribu, Stenopterini, subfamilia Cerambycinae. Fue descrita por Holzschuh en 1989.

## Descripción
Mide 11,7-12,3 mm de longitud.

## Distribución
Se distribuye por Tailandia.